# Regió econòmica de la Sibèria Occidental
La regió econòmica de la Sibèria Occidental (en rus: За́падно-Сиби́рский экономи́ческий райо́н; 
zàpadno-sibirski ekonomítxeski raion) és una de les dotze regions econòmiques de Rússia.

La regió econòmica de Sibèria de l'Oest al mapa de Rússia.

Aquesta regió es troba en una plana pantanosa i escassament poblada a la seva part nord. Al sud hi ha una zona amb turons amb importància econòmica creixent, principalment a causa de l'abundància de recursos naturals: petroli, carbó, fusta, aigua. Hi ha extensos camps de petroli a l'óblast de Tiumén i la refineria més gran de Rússia es troba a Omsk. La Conca de Kuznetsk al voltant de Kémerovo i Novokuznetsk és un centre de la mineria del carbó i de la producció de ferro, acer, maquinària i productes químics. Hi ha plantes hidroelèctriques al riu Obi prop de Novossibirsk i Kamen-na-Obi. Al sud hi discorre el ferrocarril transsiberià. Entre la producció agrícola hi ha blat, arròs, civada, i remolatxa sucrera, també s'hi crien ramats.

## Composició
- Krai de l'Altai
- República de l'Altai
- Óblast de Kémerovo
- Districte autònom de Khàntia-Mànsia
- Óblast de Novossibirsk
- Óblast d'Omsk
- Óblast de Tomsk
- Óblast de Tiumén
- Districte autònom de Iamàlia

## Indicadors socioeconòmics
A més d'un PIB total alt també ho és per capita respecte a la mitjana de Rússia.